# 李瀷
李 瀷（イ・イク、り よく、1681年 - 1763年）は、李氏朝鮮の儒学者。字は子新、号は星湖。近代以降に実学者のひとりとして高く評価されるようになった。

## 生涯と業績
李瀷の父の李夏鎮は南人で、大司憲だったが、1680年の庚申換局によって南人は追放され、李夏鎮も流刑になった。李瀷は李夏鎮の五男として、配流先の平安道雲山郡で生まれた。
李瀷が生まれた翌年に父は没し、李瀷は京畿道安山郡瞻星里に移って兄の李潜を師としたが、1706年に李潜は父を弁護した上疏事件によって杖殺された。逆境の中で李瀷は仕官を断念し、この地で生涯を送った。
著書には百科全書的な『星湖僿説』（せいこさいせつ、没後に高弟の安鼎福によって編纂）をはじめ、『雑著』、『藿憂録』（かくゆうろく）などがある。
李瀷は父の李夏鎮が燕行使として北京を訪れたときに購入した数千巻の書物を利用することができた。
李瀷は清を夷狄として今でも明の年号を使いつづける風潮を批判し、清朝を肯定した。また、漢訳された西洋の学問に関する書物（リッチ『天主実義』、ディアス『天問略』、アレーニ『職方外紀』など）の研究を「跋」の形で著した。李瀷本人は西洋科学を理解する能力を持っていなかったが、西洋の学問から何を取り、何を捨てるべきかの基準を提示した。日本についても肯定的に評価した。
李瀷の門下の南人派から西洋関連の書物に学ぶ西学派が結成され、彼らは姻戚関係で互いに結ばれていた。その中には天主教（カトリック）の信仰を持つものも現れた。
1800年に正祖が没して幼い純祖が即位すると、摂政となった貞純王后の下で老論僻派が力を得、西学派は1801年にキリスト教信仰を理由に弾圧を受けて（辛酉教難）、その中心的メンバーが壊滅的な打撃を被った。
紀元前2333年に即位したとされる檀君朝鮮の王である檀君について考証し、荒唐無稽とみなしている。すなわち、「その説、皆信ずべからず。其の桓雄桓因等、荒誕棄つるべし」として、檀君を否定した。